# Charles Maclaren
Charles Maclaren (East Lothian, 7 de outubro de 1782 – 10 de setembro de 1866) foi um editor escocês nascido em OOrmiston, East Lothian, filho de um agricultor e pecuarista. Maclaren ocupou o cargo de editor da sexta edição da Encyclopædia Britannica. E o primeiro a determinar a posição da velha Tróia em Hisarlik.

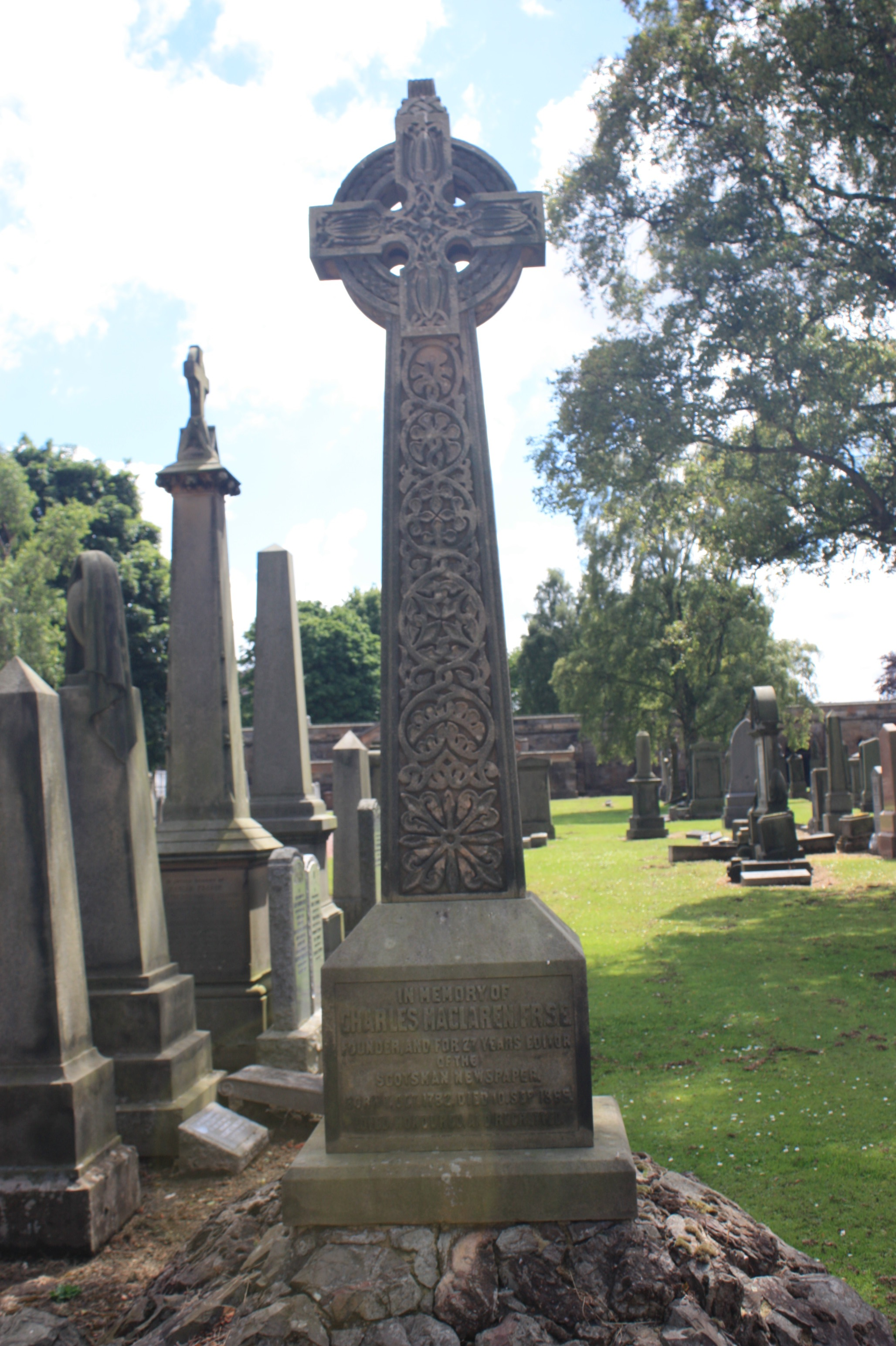
Túmulo de Charles MacLaren, Cemitério de Grange

## Vida
Ele nasceu em  Ormiston, East Lothian, em 7 de outubro de 1782, filho de John McLaren, um fazendeiro, e sua esposa, Christian Muckle. Charles recebeu sua educação em Fala e Colinton, mas também foi parcialmente autodidata.
Por volta de 1797 mudou-se para Edimburgo, onde atuou como escriturário e guarda-livros em várias firmas. Ingressou na Philomathic Debating Society, onde conheceu John Ritchie e William Ritchie.
Ele fundou o Scotsman, em 26 de janeiro de 1817, com William Ritchie e John M'Diarmid, e foi editor adjunto dos primeiros números. Quando obteve o cargo de escrivão na alfândega, cedeu a cadeira editorial a John Ramsay M'Culloch. Em 1820, Maclaren retomou a redação e manteve-a até 1846, quando renunciou a Alexander Russel. O jornal rapidamente se tornou o principal jornal político da Escócia; seu tom era decididamente whiggish e, em assuntos religiosos, defendia muita liberdade de opinião.
Em 1822, Maclaren foi a primeira pessoa a identificar com sucesso a posição correta da cidade perdida de Tróia, em sua Dissertation on the Topography of the Plain of Troy (Dissertação sobre a Topografia da Planície de Tróia).
Na década de 1830, Charles Maclaren, do jornal Scotsman, é listado como morando em 58 George Square, no lado sul da cidade. A propriedade é um apartamento de dois andares sobre 57 George Square.
Ele foi eleito membro da Royal Society of Edinburgh em 1837. Seu proponente foi Sir Thomas Dick Lauder. Em 1846 ele foi eleito membro da Geological Society of London (FGS), e foi presidente da Edinburgh Geological Society de 1864 até sua morte.
Ele morreu em Moreland Cottage em Grange Loan, Edimburgo, em 10 de setembro de 1866.
Ele foi enterrado no Cemitério Grange. Seu monumento é uma grande cruz celta voltada para o caminho norte.

## Publicações
- Dissertation on the Topography of the Plain of Troy
- The Geology of Fife and the Lothians

Em 1820, Archibald Constable empregada Maclaren para editar a sexta edição da Encyclopædia Britannica', (1823) e de rever os artigos históricos e geográficos. A McLaren contribuiu com os artigos 'América,' 'Europa,' 'Grécia,' 'Geografia física' e 'Tróia'.
Suas Obras Selecionadas (1869) foram editadas por Robert Cox e James Nicol.